# Mieszewo
Mieszewo [mjɛˈʂɛvɔ] (tiếng Đức: Meesow) là một ngôi làng Đức / Ba Lan thuộc khu hành chính của Gmina Wgorzyno, thuộc quận Łobez, West Pomeranian Voivodeship, ở phía tây bắc Ba Lan. Nó nằm khoảng 13 kilômét (8 mi)  phía tây bắc của Węgorzyno, 17 km (11 mi) phía tây obez và 57 km (35 mi) về phía đông của thủ đô khu vực Szczecin.
Trước năm 1945, khu vực và làng là một phần của Đức. Đối với lịch sử của khu vực, xem Lịch sử của Pomerania. Ngôi làng đã buộc phải trở thành một phần của Ba Lan sau chiến tranh và người dân bản địa Đức bị trục xuất và thay thế bởi người Ba Lan.